# Národní park Pinnacles
Národní park Pinnacles (anglicky Pinnacles National Park) je nejmladší z amerických národních parků založený v roce 2013. Národní park se nachází na západě Kalifornie, jihovýchodně od měst San José a San Francisco, v blízkosti města Soledad. Oblast tvoří zbytky západní části zerodovaného vulkánu, který vybuchl přibližně před 23 miliony lety a přesunul se na současné místo z linie Sanandreaského zlomu. Ve zvlněné, hornaté krajině se nachází pastviny, rostou zde keře a dubové lesy.